# Luigi Ferdinando Casamorata
Luigi Ferdinando Casamorata (Würzburg, 15 maggio 1807 – Firenze, 24 settembre 1881) è stato un compositore e critico musicale italiano.

## Biografia

### Prima del 1849
Era figlio dell'ispettore granducale Luigi Giacomo Casamorata, che seguì il Granduca Ferdinando III nell'esilio tedesco. Già dai sette anni si trasferì a Firenze e studiò pianoforte. Nel 1825, mentre frequentava la facoltà di legge all'Università, vinse un concorso di composizione dell'Accademia di Belle Arti, a pari merito con Ferdinando Giorgetti. A quel punto tentò la carriera teatrale. Compose alcuni balletti, ma i suoi tentativi di scrivere un'opera buffa furono osteggiati dagli impresari, che gli imposero di esordire con un dramma, Iginia d'Asti, salutata con favore a Pisa alla prima del 1838 ma subito fischiata a Bologna pochi mesi dopo (vedi anche la sezione Libretti). Ci sono notizie di altri due tentativi drammatici, dei quali non è rimasta però alcuna traccia. Dopo il fiasco teatrale terminò gli studi di legge (si firmò «Avv. Casamorata» per tutta la vita), ma non abbandonò mai la musica, che coltivò però più come critico che come compositore. Collaborò con la «Gazzetta musicale di Milano», «La Patria», «Il Nazionale», e «Il Costituzionale», alternando gli scritti musicali con pamphlet politici. 

### La disillusione risorgimentale
Partecipò ai moti risorgimentali del 1848, ma quando il Granduca Leopoldo II venne ripristinato sul trono, dopo l'insurrezione, nel 1849, i suoi ideali furono disillusi e da allora abbandonò il suo attivismo risorgimentale. In questo clima di delusione cominciò ad alternare il giornalismo con alcuni impegni pubblico-amministrativi: fece parte del consiglio di amministrazione delle ferrovie a Livorno, fu gonfaloniere a Fiesole, e consigliere comunale a Firenze.

### Caratteristiche del critico
Fu un critico molto tradizionalista, legato a ideali formalisti: era convinto che scopo principale della musica fosse l'imitazione della natura, e molte volte si dilungava su cerebrali aspetti tecnici. Due delle sue recensioni più famose sono quella della prima del Macbeth di Verdi alla Pergola nel 1847 (recensione molto lunga apparsa sulla «Gazzetta musicale di Milano» tra l'11 aprile e il 2 giugno 1847), in cui giudicava sì gradevole la musica, ma definiva il libretto una sequela di «corbellerie madornali»; e quella della prima italiana, alla Pergola nel 1843, del Freischütz di Weber, giudicato sbilanciato tra gli strumenti a fiato e quelli a corda.

### Il dibattito sulla musica sacra
Partecipò attivamente alla discussione estetica riguardante la musica sacra, inaugurata dal Movimento Ceciliano (con il quale collaborò attivamente nella stesura del «Manifesto di Musica Sacra» nel 1877), dapprima come permissivo e interessato osservatore di qualsiasi espressione di musica da chiesa, poi sempre più severo, fino quasi all'intransigenza: definì lo Stabat Mater di Rossini «non religioso».

### La promozione della musica strumentale
Un altro ambito che prediligeva era la promozione della musica strumentale, soprattutto tedesca, in Italia: organizzava concerti quartettistici e sinfonici nelle grandi sale della sua villa di Via delle Pinzochere (vicino a Santa Croce); fondò una Società artistico-musicale degli strumenti a fiato nel 1864; cercò in ogni modo di organizzare orchestre stabili e teatri scuola a Firenze; e con i suoi articoli ispirò la Società filarmonica di Firenze (dal 1859 animata dal direttore d'orchestra Teodulo Mabellini) che per prima eseguì in Italia opere di Haydn, Mozart, Beethoven, Mendelssohn, Wagner, Gounod e Meyerbeer.

### Il Conservatorio di Firenze e la fama degli anni '60-'70

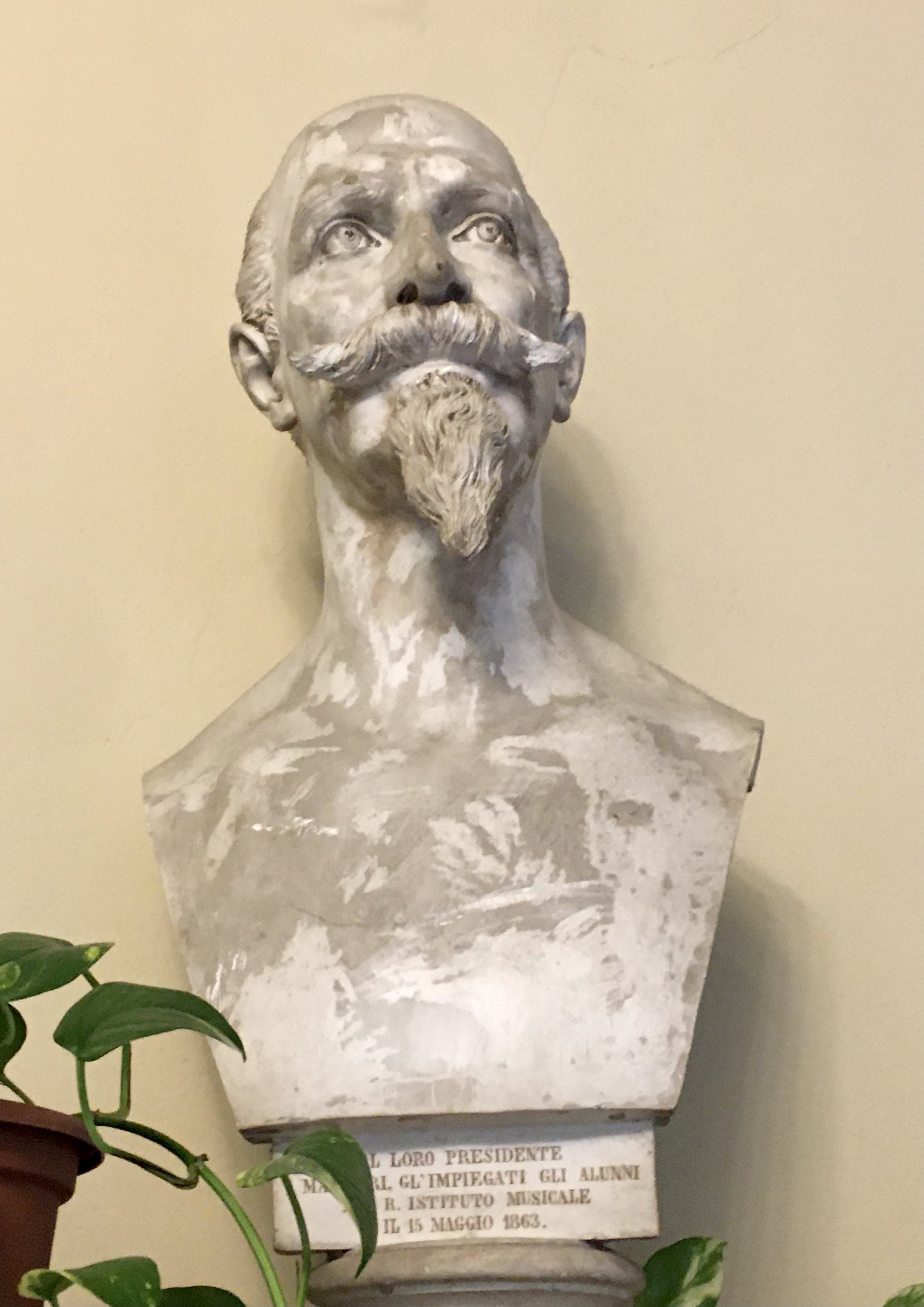
Busto di Luigi Ferdinando Casamorata conservato al Conservatorio Cherubini di Firenze

Le sue attività gli fecero guadagnare fama e considerazione nazionale, e nel 1859 fu chiamato con Abramo Basevi e Girolamo Alessandro Biaggi all'organizzazione delle scuole musicali fiorentine. Nel 1862 contribuì a fondare l'odierno Conservatorio di Firenze intitolato a Luigi Cherubini, diventandone il primo direttore (carica che mantenne fino alla morte. Gli succedette il fiorentino Guido Tacchinardi). Grazie a questo incarico divenne una sorta di autorità internazionale sulla storia della musica italiana, celebre per tutti gli anni '70: i concerti da lui organizzati a Firenze attiravano l'attenzione di artisti come Franz Liszt; valenti compositori gli dedicavano i pezzi (Ferruccio Busoni gli dedicò l'op. 21 nel 1880); gli editori lo chiamavano per revisionare partiture (per esempio Giovanni Gualberto Guidi lo incaricò della pubblicazione dello Stabat Mater di Pergolesi nel 1877); e la sua esperienza era richiestissima per le attribuzioni di opere italiane (nel 1874 il Conservatorio di Parigi si rivolse a lui per stabilire l'autenticità di un'opera di Cimarosa), e per la stesura di enciclopedie europee (dal 1877 collaborò con Arthur Pougin all'aggiornamento della Biographie universelle di François-Joseph Fétis: si occupò delle biografie degli artisti toscani).

### Collezionista ed esperto di musica antica
Una fama che si cementò quando ritrovò il Codice Squarcialupi alla Biblioteca Laurenziana. Da allora venne considerato un esperto anche di musica antica: scrisse saggi su figure come Francesco Nigetti (l'inventore del cembalo a cinque tastiere) e padre Mauro dei Servi di Maria (teorico del Seicento); curò edizioni di manoscritti; collezionò strumenti antichi; stilò saggi su aspetti anacronistici della prassi esecutiva. Alla sua morte lasciò la propria biblioteca e gli strumenti al Conservatorio fiorentino. Gli strumenti donati fanno oggi parte del Museo degli Strumenti Musicali della Galleria dell'Accademia di Firenze.

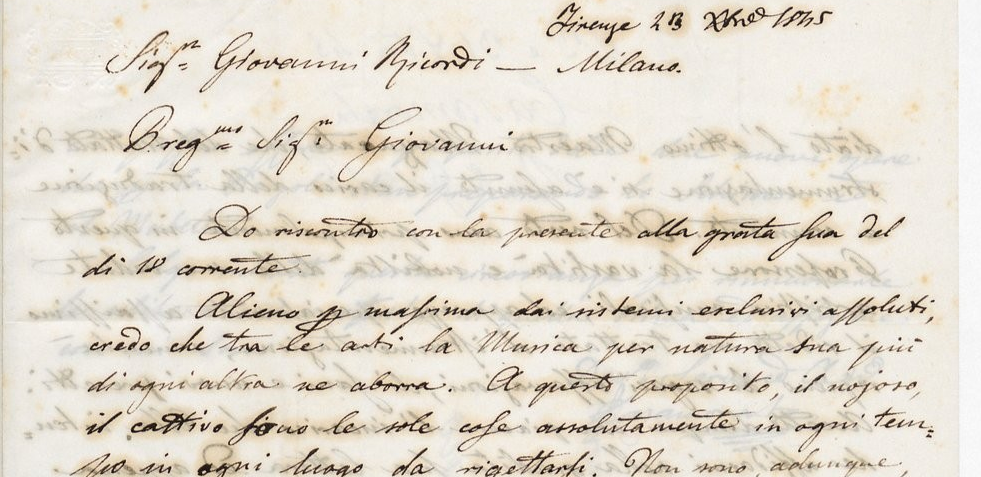
Lettera di Luigi Ferdinando Casamorata a Giovanni Ricordi

## Opere e fonti
Oltre alle tre opere teatrali che fecero fiasco, compose un paio di cantate, alcuni balletti, musica strumentale (un concerto per flauto, uno per clarinetto, 4 sinfonie, 2 ouvertures), varia produzione da camera (tra cui spiccano le rielaborazioni da temi di Rossini, Bellini, Donizetti, Meyerbeer e Hummel), diverse opere teorico-didattiche (un manuale d'armonia che pubblicò a Firenze, un corso di canto rimasto manoscritto, uno dei primi saggi di semiografia oggi perduto, un saggio sulla costruzione dell'organo che non si opponeva all'uso dell'elettricità, e una ricognizione storica sul costume teatrale), e molta musica sacra, di cui circa 14 messe, molte però rimaste inedite.

### Autografi
Suoi autografi di musica sacra risultano nell'Archivio della Basilica della Santissima Annunziata, benché la mancanza di studi specifici non permetta di quantificarli con esattezza. Altri autografi risultano:
- al Conservatorio di Napoli:
  - una messa a tre voci del 1839[20]
  - un Magnificat datato 1842[21]
  - una messa a tre voci datata 1844[22]
  - il secondo quartetto d'archi del 1858[23]
  - una sinfonia del 1859[24]
  - un Ave Maria a quattro voci del 1871[25]
  - due antifone per quattro voci datate 1878[26]
- al Conservatorio di Firenze (alcuni anche digitalizzati): 
  - un quartetto per pianoforte, clarinetto, corno e fagotto[27] (fu stampato da Boosey[28]);
  - un Benedicta datato 5 marzo 1869[29]
- all'Accademia Filarmonica di Bologna:
  - un Absolve Domine forse appartenuto a Masseangelo Masseangeli, datato 11 settembre 1877[30]

### Copie manoscritte

#### Le copie a Firenze
L'istituzione che conserva la maggior parte delle copie manoscritte delle opere di Casamorata è il Conservatorio di Firenze, nella cui biblioteca si trovano: 
- la cantata che vinse il concorso di composizione nel 1825
- una cantata, Beatrice, per le celebrazioni fiorentine dantesche del 1865
- le variazioni strumentali su temi di Meyerbeer, Bellini, Donizetti e Hummel
- i concerti per flauto e clarinetto
- alcuni pezzi per oboe, con accompagnamento di pianoforte o orchestra
- esercizi per l'organo datati 1874
- i pezzi sopravvissuti dei suoi balletti
- la musica da camera (almeno quattro quartetti e un trio)
- i pezzi orchestrali (preludi, l'ouverture op. 2, la sinfonia n. 3)
- studi drammatici (recitativi e cavatine, datati dal 1836 e il 1866)
- raccolte di pezzi di autori celebri che Casamorata arrangiava (o faceva arrangiare) per gli allievi di conservatorio
- un canto patriottico «alla Patria e al Re»
- pochi pezzi religiosi (una messa e alcune Armonie religiose su testi di Pietro Metastasio).

Lo stato attuale degli studi non ci permette di stabilire quali di queste copie siano da ritenersi autografi, benché si possa ipotizzarne un numero consistente, poiché il numero delle composizioni recate dalle copie è conforme con la gran parte dei lavori noti di Casamorata.

#### Altre copie
Fuori da Firenze, la diffusione manoscritta di Casamorata è affidata alla musica sacra. La mancanza di studi specifici sul posseduto musicale delle parrocchie italiane non permette di affermare con certezza con quanta capillarità fossero circolati i suoi pezzi sacri, ma la presenza di una raccolta di suoi salmi a Torino (Biblioteca del Capitolo Metropolitano), di un Ave Maria a Napoli, di un Salve Regina a Pistoia, e di alcune messe nell'archivio della Concattedrale di Sant'Antimo a Piombino e nella collezione musicale della cappella di Provenzano a Siena (ritrovate dal Centro Documentazione Musicale della Toscana), quindi in contesti sia centrali sia periferici, potrebbe far ipotizzare una propagazione molto estesa.

### Edizioni a stampa
Pubblicò a Firenze (soprattutto con Genesio Venturini e Angiolo Lucherini), Milano (con Giovanni Canti e Ricordi) e anche con editori parigini (Delanchy) e londinesi (Boosey). Molte sue composizioni sacre circolarono su diffusissime riviste specializzate.
La Biblioteca Palatina di Parma ha la prima edizione (circa 1831) delle Variazioni per pianoforte su un tema della Sonnambula di Bellini, stampata da Artaria (Milano) e Lucherini (Firenze), opera di cui Ricordi stampò la versione per arpa.
Altre edizioni a stampa si segnalano al conservatorio di Firenze (l'istituzione che ne conserva il maggior numero), in quello di Milano, di Brescia, alla Biblioteca Nazionale di Firenze, all'Accademia di Santa Cecilia di Roma, all'Accademia Filarmonica e al Museo Internazionale e Biblioteca della Musica di Bologna, alla Biblioteca Nazionale Marciana di Venezia.

### Libretti
Il libretto della Iginia d'Asti, l'unica sua opera sopravvissuta, è conservato in due versioni, una edita dalla stamperia Pieraccini di Pisa in conseguenza della prima rappresentazione, e l'altra pubblicata dall'editore Della Volpe al Sassi, successivamente al fiasco di Bologna, entrambe datate 1838 (vedi il paragrafo Prima del 1849). La versione di Pieraccini è alla Biblioteca Nazionale di Firenze, alla Fondazione Cini di Venezia, e alla Biblioteca Palatina di Parma; la versione di Della Volpe è alla Fondazione Cini, all'Archiginnasio e al Conservatorio di Bologna, alla Biblioteca Comunale Centrale di Milano, alla Biblioteca Saffi di Forlì, alla Biblioteca di Ravenna e alla Bayerische Staatsbibliothek di Monaco di Baviera.

### Edizioni moderne
Gli editori Paideia di Brescia e Bärenreiter di Kassel hanno stampato una sua Messa completa nel 1981.

### Lettere
Una sua lettera a Ricordi del 1845 è conservata alla Biblioteca Nazionale di Francia.

## Discografia
- Nel luglio 1997, nella Brüdernkirche di Braunschweig, l'organista Hans-Dieter Karras ha registrato, insieme ad altri pezzi, una Messa completa per organo di Casamorata per l'etichetta Prospect.[48]
- Nel 2003, l'organista Klemens Schnorr ha eseguito la stessa messa (insieme ad altri pezzi) con l'organo della cattedrale di Saragozza per un disco distribuito dall'etichetta Motette (Harmonia Mundi) nel 2006.[49][50]
- Nel novembre 2014, all'interno della basilica di San Lorenzo a Firenze, gli organisti Antonio Tronci, Filippo Tronci e Gabriele Giacomelli hanno eseguito un concerto di musica per organo composta a Firenze dal Cinquecento all'Unità d'Italia, comprendente anche due pezzi di Casamorata. Il concerto è stato inciso e distribuito in compact disc dall'etichetta Tactus nel 2015.[51]